# Pollenia paupera
Pollenia paupera este o specie de muște din genul Pollenia, familia Calliphoridae. A fost descrisă pentru prima dată de Camillo Rondani în anul 1862.
Este endemică în Italia. Conform Catalogue of Life specia Pollenia paupera nu are subspecii cunoscute.